# Снигуривка
Снигуривка (на украински: Снігурівка) е град в Южна Украйна, Снигуривски район на Николаевска област.
Основан е през 1812 година. Населението му е около 15 396 души.